# Młada Hora (Soblówka)
Młada Hora – przysiółek wsi Soblówka w województwie śląskim, w powiecie żywieckim, w gminie Ujsoły.
W latach 1975–1998 przysiółek administracyjnie należał do województwa bielskiego.
Wierni kościoła rzymskokatolickiego należą do parafii Niepokalanego Serca NMP w  Soblówce.
W przysiółku w latach 1984–2011 działało schronisko turystyczne Chyz u Bacy PTT.

## Szlaki turystyczne[6]
– z Rycerki Dolnej – 2.25 h, z powrotem 1.50
 – na Wielką Rycerzową – 1.10 h, z powrotem 0.55 h
 – z doliny Rycerek – 0.45 h, z powrotem 0.35 h
 – z Soblówki przez przełęcz Kotarz – 1.45 h, z powrotem 1.30 h